# Alfred Rietdorf
Alfred Rietdorf (* 18. November 1912 in Gumbinnen; † 1943) war ein deutscher Bühnenbildner, Maler und Autor.

## Leben

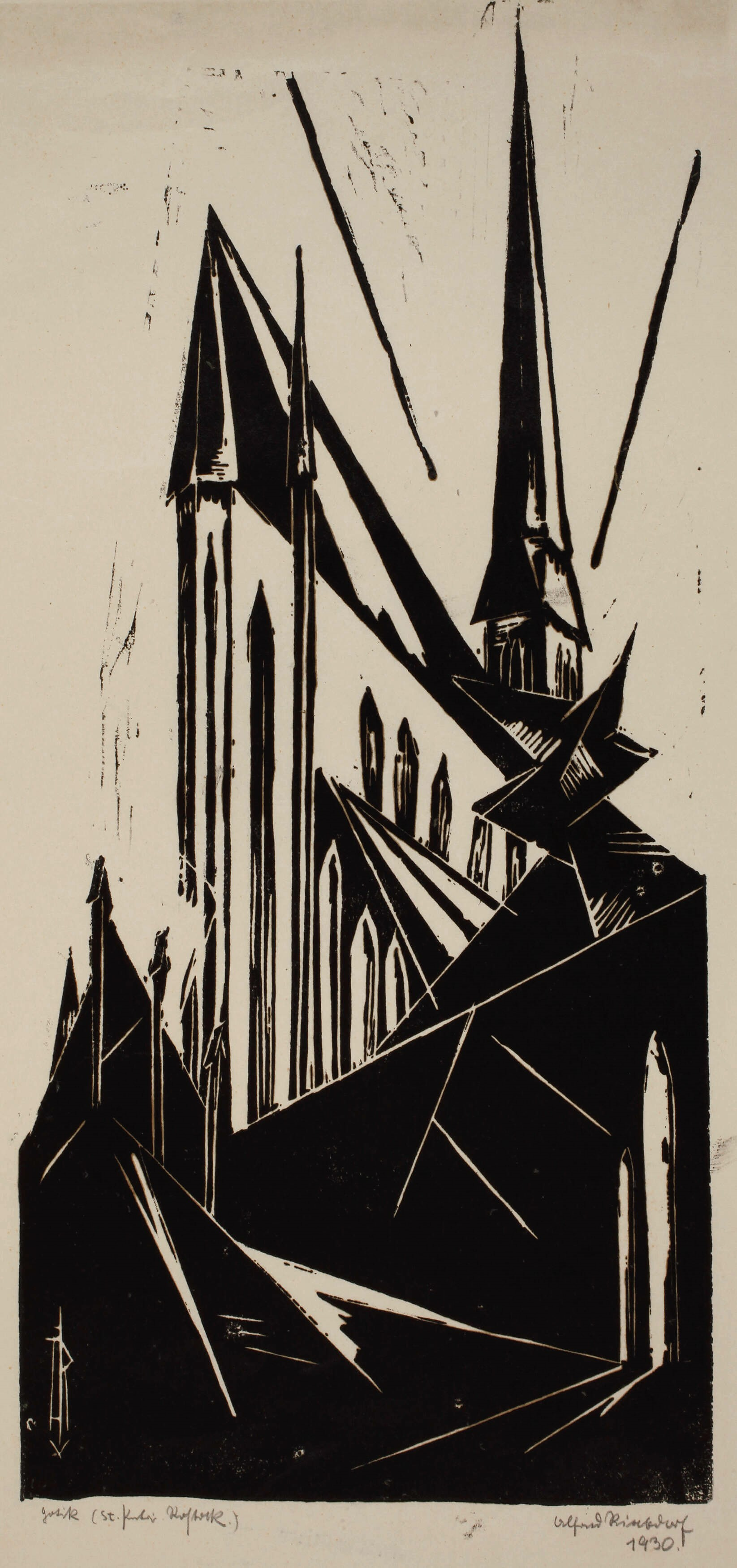
St. Petri Rostock (1930)

Nach dem Studium an der Kunstakademie Königsberg 1931–1933 sowie an der Kunstschule Halle und der Kunstakademie Berlin legte er 1936 sein Examen für das künstlerische Lehramt ab. Anschließend arbeitete er als Bühnenbildner am Neuen Theater in Leipzig. Nach seiner Einberufung zur Wehrmacht ist er 1943 gefallen.
Rietdorfs Bedeutung liegt in seiner Auseinandersetzung mit dem Werk des Berliner Architekten Friedrich Gilly, dessen heute zum großen Teil verschollene Zeichnungen aus dem Besitz der Technischen Universität Berlin er in seinem Buch Gilly, Wiedergeburt der Architektur von 1940 veröffentlichte. Wissenschaftlich ist das Buch allerdings überholt, da es das Werk Friedrich Gillys historisch inkorrekt zum Vorläufer der damaligen NS-Architektur stilisiert.

## Veröffentlichungen (Auswahl)
- Friedrich Gilly, Künder einer neuen Zeit, in: Baumeister, das Architektur-Magazin, München 1941, S. 253–256
- Der Bühnenbildner Karl Jacobs, in: Leipziger Bühnenblätter Neues Theater, 1939/40, S. 10
- Gilly, Wiedergeburt der Architektur, Berlin 1940 (2. erw. Aufl. 1943)
- Der Baumeister des Neuen Theaters, in: Leipziger Bühnenblätter 1938/39, Heft 1, 12 Seiten